# カジマヤー
カジマヤーは、沖縄地方で行われる数え年97歳の長寿の祝いである。漢字では風車、風車祭と表記する。
旧暦9月7日又は9月9日に盛大な祝宴が催される。
太陽暦（365日/年）における97年は太陰暦（354日/年）の100年に相当し、沖縄ではこの年齢になると子供に還ると言われることから、風車（カジマヤー）を持って集落内をオープンカー等でパレードする。小さな離島では、学校の鼓笛隊が加わる等して島ぐるみで祝われることもある。
明治時代頃までは、模擬葬礼であり、死に装束を着せて集落の四辻（カジマヤー）を回ったといい、カジマヤーの名も四辻に因むという説もある。